# Antolín Tovar Aquino
Antolín Tovar Aquino est l'une des deux divisions territoriales et statistiques dont l'unique paroisse civile de la municipalité de San Genaro de Boconoíto dans l'État de Portuguesa au Venezuela. Sa capitale est San Nicolás.